# Ramiro Fergonzi
Ramiro Ezequiel Fergonzi (Buenos Aires, 14 maggio 1989) è un calciatore argentino, attaccante del Persik Kediri.

## Caratteristiche tecniche
È un centravanti.

## Carriera
È cresciuto nel settore giovanile del Colegiales, con cui ha disputato 150 incontri fra il 2008 ed il 2014, di cui 2 in Copa Argentina ed i restanti in Primera B Metropolitana. In patria ha vestito anche le maglie di Dep. Español ed Almirante Brown sempre nella terza serie e di Flandria, Mitre (SdE) e Chacarita Juniors in Primera B Nacional.
Ha trascorso delle stagioni anche all'estero, in Cile, Colombia, Messico ed Indonesia rispettivamente con Unión San Felipe, Patriotas Boyacá, Zacatepec e Bhayangkara.